# Vilar de Peregrinos
Vilar de Peregrinos es una freguesia portuguesa del municipio de Vinhais, en el distrito de Braganza, con 12,54 km² de superficie y 155 habitantes (2011), distribuidos en dos núcleos de población, el que da nombre a la freguesia y la aldea de Cidões. Su densidad de población es de 12,4 hab/km².
Vilar de Peregrinos se encuentra a unos 10 km de la capital del concelho, en la margen izquierda del río Tuela.